# Aphanogmus pagoda
Aphanogmus pagoda (лат.) — вид наездников рода Aphanogmus из семейства Ceraphronidae. Встречается в Африке: Кения (Западная провинция, Kakamega Forest; 00°19′36 N, 34°52′14.6 E; 1570 м). Свое название вид получил благодаря пагодообразным харпе на гениталиях самца.

## Описание
Тело очень мелкое (около 0,78 мм), коричневое. Усики самца 11-члениковые. От близких видов отличается следующими признаками: скапус усика длиной как F1 и F2 вместе взятые; предзатылочная борозда присутствует, с небольшой межоцеллярной ямкой; расстояние между глазом и оцеллием OOL 2,58 × диаметр латерального глазка; задний мезосомальный гребень присутствует. Гениталии самца: харпе, взятые вместе, вентрально и дорсально имеют пагодообразную форму; индекс харпе/гвк 0,27; вентромедиальный край харпе выпуклый в базальной трети, слегка вогнутый в апикальных двух третях, сходящийся и касающийся дистомедиально; вентральный край харпе прямой, дорсальный край выпуклый в базальной половине и прямой в апикальной половине, латеральный край вогнутый.